# Deklaracja berlińska (1909)
Deklaracja berlińska (niem. Berliner Erklärung) – deklaracja teologiczna z 1909 roku, podpisana przez 56 niemieckich pastorów i teologów pietystycznego Gemeinschaftsbewegung, skierowana przeciwko ruchowi zielonoświątkowemu.

## Treść
Według deklaracji ogłoszonej 15 września 1909 roku w Berlinie, w ruchu zielonoświątkowym manifestuje się duch, ale jest to duch fałszywy, pochodzący nie z góry lecz z dołu; ma wiele cech wspólnych ze spirytyzmem. Działają w nim demony, które prowadzone przez szatana w przebiegły sposób mieszają prawdę z kłamstwem w celu zwiedzenia dzieci Bożych.

## Skutek
Miesiąc później niemieccy zielonoświątkowcy wydali w odpowiedzi Deklarację Mülheimerską. Pastor luterański Jonathan Paul, który był organizatorem ruchu zielonoświątkowego w Niemczech, w Kassel, zdecydował się na popieranie tworzenia pierwszej denominacji zielonoświątkowej w tym państwie, stając się czołowym niemieckim działaczem pentekostalnym.
Deklaracja berlińska miała pewien wpływ na niechętny stosunek europejskich środowisk pentekostalnych do ekumenizmu.

## Odwołania
W XX wieku dokonano kilku prób naprawy rozdźwięków pomiędzy niemieckimi zielonoświątkowcami a luteranami oraz innymi ewangelikalnymi ugrupowaniami powstałymi w wyniku berlińskiej deklaracji. W 1991 roku w Norymberdze, na spotkaniu tradycyjnych protestantów niemieckich z charyzmatykami, teolog luterański Klaus Eickhoff, w imieniu tych pierwszych oświadczył, że Deklaracja Berlińska jest nieważna. W 1996 roku przedstawiciele wiodącej zielonoświątkowej denominacji BFP oraz Niemieckiego Aliansu Ewangelikalnego wydali, dystansującą się od niej, Kasseler Erklärung, podpisaną następnie przez Federację Wolnych Kościołów Zielonoświątkowych. W styczniu 2009 roku, w setną rocznicę deklaracji berlińskiej, przedstawiciele Gnadauer Gemeinschaftsverbandes wydali oświadczenie, w którym odwołano zarzuty wobec zielonoświątkowców. Carl Simpson, historyk niemieckiego pentekostalizmu uznał, że po powstaniu ruchu charyzmatycznego oraz trzeciej fali deklaracje te są anachroniczne.